# Rapa e Cadafaz
Rapa e Cadafaz (llamada oficialmente União das Freguesias de Rapa e Cadafaz) es una freguesia portuguesa del municipio de Celorico da Beira, distrito de Guarda.

## Historia
Fue creada el 28 de enero de 2013 en aplicación de una resolución de la Asamblea de la República de Portugal promulgada el 16 de enero de 2013 con la unión de las freguesias de Cadafaz y Rapa, pasando su sede a estar situada en la antigua freguesia de Rapa.

## Demografía
| Gráfica de evolución demográfica de Rapa e Cadafaz entre 2011 y 2021 |
|                                                                      |
| Datos según el nomenclátor publicado por el INE portugués.           |